# عزيز العامري
عزيز العامري هو مدرب كرة قدم مغربي ، يدرب حاليا نادي أولمبيك أسفي .

## إنجازاته

### كمدرب
المغرب التطواني
- الدوري المغربي الممتاز
  - البطولة : 2012 ، 2014

### إنجازات شخصية
- أفضل مدرب في الدوري المغربي الممتاز (2013-2014).[2]

## روابط خارجية
- عزيز العامري على موقع قاعدة بيانات كرة القدم.إي يو (الإنجليزية)
- Fiche d'Aziz El Amri sur footballdatabase.eu